# Prapetno Brdo
Prapetno Brdo este o localitate din comuna Tolmin, Slovenia, cu o populație de 114 locuitori.